# 開幕ペナントレース
KPR／開幕ペナントレース（かいまくぺなんとれーす、英語:KPR）は村井雄が主宰する日本の劇団。2006年に設立。
村井雄が脚本・演出を務める。メンバーは、村井雄、高崎拓郎、G.K.Masayuki。

## 概要
2006年に村井雄と高崎拓郎により結成する。
2009年のアメリカ・ニューヨーク公演でThe New York Times他、各種メディアより評価を得る。
2015年よりスタートした海外ツアーでは、その「恐るべき俳優達による現代演劇作品（Tuniscope：チュニジア）は、「本物のアーティスティックな体験（La Provence：フランス）」であり、「この衝撃的な作品を観てしまったら、もはやこの "地上" へ帰還することはできない（Theatrorama：フランス）」と賞賛される。（※他にも劇評／レビュー多数）
また、10000個のトイレットペーパーによる超巨大便器をオールスタンディングのシアタートラムに出現（2016年東京公演）させたり、静岡市の駿府城公園で宇宙服姿の宇宙人を登場（※「野外パフォーマンス」項を参照）させるパフォーマンス等で、海外での評価、芸術関係者の注目を集めている。
ジャンルを超えたその世界観は、演出家・翻訳家である青井陽治氏より「ハイパー・ナンセンスな不条理哲学喜劇」と評される。（※青井陽治氏は2015年より翻訳・ドラマターグで参加）
受賞歴多数の東京発シアターカンパニー。
- 2017年1月、劇団名表記を開幕ペナントレースからKPR／開幕ペナントレースへ変更。

### ニューヨークでの劇評
- The New York Times
- newtheatercorps
- Time Out New York

### チュニジアでの劇評
- Turess

## 演出
- 村井雄

## 俳優
- 高崎拓郎
- G.K.Masayuki

## 過去の公演
- 2024年01年　HAMLET｜TOILET＠Japan Society AUDITORIUM（アメリカ・ニューヨーク）
- 2024年01年　HAMLET｜TOILET＠PS21（アメリカ・ニューヨーク州チャタム市）
- 2023年09年　HAMLET｜TOILET＠ワークピア日高
- 2023年09月　HAMLET｜TOILET＠こまばアゴラ劇場
- 2021年03月　息子 / オーガスタス 父を探し求める＠Galley ef
- 2020年02月　Ashita no Ma-Joe: Rocky Macbeth＠若葉町ウォーフ※TPAM参加作品
- 2019年05月　Ashita no Ma-Joe: Rocky Macbeth＠Japan Society AUDITORIUM（アメリカ・ニューヨーク）
- 2019年02月　息子 / オーガスタス 父を探し求める＠Galley ef
- 2018年06月　1969：A Space Odyssey？Oddity！＠Teatrul Tony Bulandra　※BABEL F.A.S.T（ルーマニア・トゥルゴヴィシュテ）
- 2018年02月、03月　「あしたの魔女ョー［或いはRocky Macbeth］」「1969：A Space Odyssey？Oddity！」＠演劇専用小劇場BLOCH
- 2017年12月〜2018年02月　「息子」「オーガスタス 父を探し求める」＠Gallery ef
- 2017年08月　あしたの魔女ョー［或いはRocky Macbeth］＠下北沢楽園
- 2017年02月　あしたの魔女ョー［或いはRocky Macbeth］＠下北沢楽園 ※第27回下北沢演劇祭、TPAM参加作品
- 2016年11月　1969：A Space Odyssey？Oddity！＠CJ azit　※2016 ST_BOMB（韓国・ソウル）
- 2016年07月　1969：A Space Odyssey？Oddity！＠せんがわ劇場 ※第7回せんがわ劇場演劇コンクール
- 2016年05月　1969：A Space Odyssey？Oddity！＠Thong Lor Art Space（タイ・バンコク）
- 2016年03月　1969：A Space Odyssey？Oddity！＠下北沢「劇」小劇場　※若手演出家コンクール2015
- 2016年02月　ROMEO and TOILET＠シアタートラム ※第4回世田谷区芸術アワード”飛翔”受賞者公演
- 2015年10月　1969：A Space Odyssey？Oddity！＠キャルダール劇場（チュニジア・チュニス）
- 2015年07月　1969：A Space Odyssey？Oddity！＠ダンフォー劇場（フランス・アヴィニョン）
- 2015年02月　1969：A Space Odyssey？Oddity！＠下北沢小劇場楽園
- 2014年09月　ROMEO and TOILET＠相鉄本多劇場（横浜）
- 2014年05月　宇宙三兄弟＠演劇専用小劇場BLOCH（札幌）
- 2014年04月　宇宙三兄弟＠下北沢小劇場楽園
- 2013年08月　King Lear, SADAHARU ーリア王貞治ー＠東京キネマ倶楽部
- 2013年07月　マクベス＠利賀芸術公園内リフトシアター ※利賀演劇人コンクール2013
- 2013年02月　GRECO-ROMAN HOLIDAY−SEASONⅡ−＠アサヒ・アートスクエア
- 2012年10月　GRECO-ROMAN HOLIDAY＠演劇専用小劇場BLOCH（札幌）
- 2012年09月　GRECO-ROMAN HOLIDAY＠下北沢小劇場楽園
- 2012年08月　あゝ、阿鼻叫喚 ＠コザ特設会場（沖縄）※主催：キジムナーフェスタ2012
- 2012年03月　アントンとチェーホフの桜の園−最終章−＠アサヒ・アートスクエア
- 2012年02月　アントンとチェーホフの桜の園＠下北沢「劇」小劇場 ※若手演出家コンクール2011
- 2011年09月　アントンとチェーホフの桜の園＠演劇専用小劇場BLOCH（札幌）
- 2011年08月　アントンとチェーホフの桜の園＠上野恩賜公園不忍池水上音楽堂
- 2011年02月　アントンとチェーホフの桜の園＠アサヒ・アートスクエア
- 2010年11月　ROMEO and TOILET＠演劇専用小劇場BLOCH（札幌）
- 2010年03月　ROMEO and TOILET＠シアターグリーンBOX in BOX Theater
- 2009年12月　ROMEO and TOILET帰国凱旋バージョン＠アサヒ・アートスクエア
- 2009年08月　ROMEO and TOILET＠Here Arts Centre（アメリカ・ニューヨーク）
- 2009年03月　振り返れば俺がいる＠遊空間がざびい
- 2008年10月　振り返れば俺がいる＠下北沢OFFOFFシアター
- 2008年05月　東京ラヴストーリー2008＠王子小劇場
- 2008年01月　世界でいちばん俺が好き＠下北沢OFFOFFシアター
- 2007年03月　恋してると言ってくれ＠渋谷ギャラリールデコ
- 2006年09月　東京ラヴストーリー＠アトリエセンティオ

## イベント参加／作品タイトル
2023年01月　しりあがり寿 presents新春！(有)さるハゲロックフェスティバル＠新宿LOFT
2022年01月　しりあがり寿 presents新春！(有)さるハゲロックフェスティバル＠新宿LOFT
2019年01月　しりあがり寿 presents新春！(有)さるハゲロックフェスティバル＠新宿LOFT
2018年6月　「宇宙ごっこ」@Teatrul Tony Bulandra　※BABEL F.A.S.T（ルーマニア・トゥルゴヴィシュテ）
2017年11月　「宇宙ごっこ」＠まつもと市民芸術館「Ciao!bambini(チャオ！バンビーニ)～こどもの庭～」
2017年10月　「移動式トイレ演劇」「宇宙ごっこ」＠TERATOTERA「パフォーマンス・デイ –秋のカラダ収穫祭–」
2017年05月　「移動式トイレ演劇」「宇宙ごっこ」＠静岡ストリートシアターフェス ストレンジシード
2017年02月　1969：A Space Odyssey？Oddity！?＠本多劇場 ※第27回下北沢演劇祭クロージングイベント本多劇場祭り
2016年01月　しりあがり寿 presents新春！(有)さるハゲロックフェスティバル＠新宿LOFT
2015年06月　TSUTCHIE & ヴィンセント秋山 Presents「do it,anyway!!!!!?初夏に宴?」@下北沢THREE
2015年01月　しりあがり寿 presents新春！(有)さるハゲロックフェスティバル＠新宿LOFT
2014年10月　対ゲキ！だヨ全員集合！＠10box（仙台）
2014年01月　しりあがり寿 presents新春！(有)さるハゲロックフェスティバル＠新宿LOFT
2013年01月　しりあがり寿 presents　新春！(有)さるハゲロックフェスティバル＠新宿LOFT
2012年12月　ビデオ★マムシュカ＠アサヒ・アートスクエア
2012年08月　マムシュカ東京14＠アサヒ・アートスクエア
2012年05月　WOMB Live One × マムシュカ＠WOMB
2012年04月　PLAY PARK 2012?日本短編舞台フェス?＠渋谷CBGKシブゲキ!!
2011年12月　マムシュカ東京13＠アサヒ・アートスクエア
2011年10月　chum apartment presents ハロウィンパーティー＠chum apartment
2010年04月　マムシュカ東京09＠アサヒ・アートスクエア
2009年12月　マムシュカ東京08＠アサヒ・アートスクエア
2009年04月　マムシュカ東京06＠アサヒ・アートスクエア
2008年12月　マムシュカ東京05＠アサヒ・アートスクエア

## 受賞歴
2012年 日本演出者協会主催若手演出家コンクール2011観客賞
2013年 舞台芸術財団演劇人会議主催利賀演劇人コンクール奨励賞
2014年 世田谷区芸術アワード “飛翔” 舞台芸術部門
2016年 日本演出者協会主催若手演出家コンクール2015観客賞
2016年 第7回せんがわ劇場演劇コンクール演出賞
2017年 第10回ルナティック演劇祭ルナティック劇団員賞受賞

## 海外公演
2009年8月　The New York International Fringe Festival: FringeNYC　ニューヨークフリンジフェスティバル　(アメリカ・ニューヨーク)
2015年7月　FESTIVAL OFF D'AVIGNON　アヴィニョンフェスティバルオフ　(フランス・アヴィニョン)
2015年10月　カルタゴ演劇祭　(チュニジア・チュニス)
2016年4月　タイ公演　Thong Lor Art Space招聘　(バンコク・タイ)
2016年11月　ST_BOMB　(韓国・ソウル)　
2018年6月　BABEL F.A.S.T　(ルーマニア・トゥルゴヴィシュテ)